# بريتا بيرسون
بريتا بيرسون (بالسويدية: Britta Persson)‏ هي مغنية وكاتبة غنائية سويدية، ولدت في 1981 في Vattholma ‏ في السويد.

## وصلات خارجية
- الموقع الرسمي
- بريتا بيرسون على موقع ميوزك برينز (الإنجليزية)
- بريتا بيرسون على موقع ديسكوغز (الإنجليزية)